# Archidiocèse de Syracuse
L'archidiocèse de Syracuse (en latin : Archidiœcesis Syracusana ; en italien : Arcidiocesi di Siracusa) est un archidiocèse métropolitain de l'Église catholique d'Italie appartenant à la région ecclésiastique de Sicile.

## Territoire

Région ecclésiastique de Sicile
Archidiocèse de Syracuse
Suffragants

L'archidiocèse s'étend sur presque tout le Libre consortium municipal de Syracuse, la partie sud se trouvant dans le diocèse de Noto. Ce dernier est aussi son suffragant tout comme le diocèse de Raguse. Son territoire couvre 1 341 km2 divisé en 76 paroisses regroupées en 4 archidiaconés.
Le siège archiépiscopal est à Syracuse où se trouve la cathédrale de la Nativité de Marie. Dans la même ville, le sanctuaire de la madone des Larmes est un lieu de pèlerinage important.

## Histoire
Selon la tradition, c'est saint Marcien, envoyé par l'apôtre Pierre alors qu'il est encore à Antioche, qui évangélise Syracuse et en devient le 1er évêque. Cette tradition, cependant, est basée sur une source tardive, l' Encomium de San Marciano, du VIIe siècle. La première preuve chrétienne à Syracuse remonte au IIe siècle avec les catacombes de San Giovanni et Santa Lucia. Les Actes des Apôtres (28:12) attestent que lors de son voyage vers Rome, l'apôtre Paul accoste à Syracuse et y reste trois jours.
Compte tenu de sa position géographique et de son importance stratégique, militaire, commerciale et culturelle dans la Méditerranée, la ville de Syracuse devait bientôt recevoir la nouvelle religion et voyait dès le début du christianisme se former une communauté. Malgré les éléments légendaires, il ne faut pas exclure que Marcien est le premier évêque de la communauté chrétienne de Syracuse, probablement vers le milieu du IIIe siècle.
Au IVe siècle, les traces de la vie chrétienne deviennent plus certaines, à commencer par le martyre de sainte Lucie. Selon Eusèbe de Césarée, après l'édit de Milan, l'empereur Constantin adresse une lettre à l'évêque de Syracuse Chrestus pour l'inviter au concile d'Arles en 314 ; il est le premier évêque syracusain historiquement documenté. Les sources littéraires rapportent plus tard les noms des évêques: Germano, qui a vécu au IVe siècle ; Eulalio, dont on parle dans la vie de Fulgence de Ruspe et qui participe au synode romain de 501 ; Étienne I, qui vécut au milieu du VIe siècle à l'époque de Bélisaire ; un anonyme (peut-être Eleutherium), documenté dans l'épistolaire du pape Pélage Ier (558 et 561); et Maximien, nommé par Grégoire le Grand, son vicaire pour toute la Sicile, succéda à Jean Ier, à qui le pape envoya le pallium. Les sources épigraphiques ont mis au jour les noms des évêques Vesperio (ou Cerapione) et Siracusio, qui vivaient à une époque antérieure au IVe siècle.
Comme l'atteste l'épistolaire de Grégoire le Grand, jusqu'au début du VIIe siècle, la Sicile n'a pas de siège métropolitain et, bien que politiquement soumis à l'Empire byzantin, dépend de Rome du point de vue ecclésiastique, d'ailleurs tous les diocèses siciliens étaient suffragants du diocèse de Rome. C'est seulement à partir de la première moitié du VIIIe siècle, après les controverses sur l'iconoclasme, que la Sicile est soustraite à la juridiction de Rome par l'empereur Léon III l'Isaurien et soumise au patriarcat de Constantinople (vers 732). L'importance accrue de la ville, capitale du thème de la Sicile, favorise l'attribution du titre métropolitain aux évêques de Syracuse, documenté pour la première fois par la Notitia Episcopatuum de Basile Ier (datée entre 820 et 842). Le 1er archevêque pourrait être Marziano II (avant 787) dont le sceau épiscopal est découvert en grec.
Dans la Notiscia Episcopatuum écrite à l'époque de l'empereur Léon VI le Sage et datée du début du Xe siècle, Syracuse apparaît à la 13e place parmi les sièges métropolitains du patriarcat de Constantinople, et a juridiction sur tous les diocèses de l'île, y compris Malte. La situation décrite par cette Notitia Episcopatuum est cependant purement idéale. En effet, Syracuse est conquise en 878 par les Arabes qui ont déjà soumis le reste de l'île ; le dernier archevêque, Théodore IV, est déporté à Palerme ; la communauté syracusaine a également eu des martyrs, Jean et Andrea avec leurs fils Pierre et Antoine, déportés en Afrique et tués par l'émir Ibrahim ; lors des deux siècles suivants, il n'y a pas d'information sur la présence chrétienne dans la ville. Les sceaux épiscopaux ont transmis le nom de deux archevêques de Syracuse (ou Sicile), Léo et Nicola, qui vécurent entre le Xe siècle et le XIe siècle ; ils ne résidaient probablement pas sur l'île et leur titre était purement honorifique.
Syracuse est conquise par les Normands en 1086 et rétablie en 1093 comme siège épiscopal par décret de Roger Ier de Sicile. Le diocèse, qui s'étendait dans la partie sud-est de l'île, incluant le territoire de l'ancien diocèse de Lentini, est initialement déclaré immédiatement soumis au Saint-Siège (confirmé en 1169) mais en 1188 il devient suffragant de l'archidiocèse de Monreale. Le 1er évêque est Roger, consacré par le pape Urbain II.
L'évêque Girolamo Beccadelli de Bologne (1541-1560) participe au concile de Trente et promeut la réforme du clergé, il organise un synode diocésain en 1553 et fait imprimer un catéchisme en italien. Son successeur, Giovanni Orosco de Arzés (1562-1574) fonde le séminaire le 15 avril 1566.
Le territoire du diocèse reste inchangé de l'époque des Normands jusqu'au XIXe siècle, lorsque, parallèlement à la réorganisation des diocèses siciliens, Syracuse cède des portions de son territoire au profit de la formation de nouveaux diocèses : Caltagirone (12 septembre 1816), Piazza Armerina (3 juillet 1817) et Noto (15 mai 1844). Ces découpages trouvent une forte opposition des évêques et des notables de Syracuse et sont acceptés à contrecœur par le clergé diocésain. Dans le même contexte, cependant, Syracuse reprend sa « grandeur passée ». En effet, le 27 mars 1832, par la bulle pontificale Universalis Ecclesiae du pape Grégoire XVI, il devient un diocèse immédiatement soumis au Saint-Siège puis le 20 mai 1844, il est élevé au rang d'archidiocèse métropolitain par la bulle In suprema du même pape Grégoire XVI avec trois diocèses suffragants : Caltagirone, Piazza Armerina et Noto.
Le 6 mai 1950, il cède une autre partie de son territoire au profit de l'érection du diocèse de Raguse qui est d'abord rattaché à l'archidiocèse de Syracuse jusqu'en 1955. Cependant, le 11 juillet, le territoire diocésain s'agrandit avec le retour à Syracuse des municipalités de Buccheri, Buscemi, Cassaro, Ferla et Palazzolo Acreide qui, au XIXe siècle, avaient été cédées au diocèse de Noto. Du 29 août au 1er septembre 1953, une statue du cœur immaculé de Marie pleure dans une maison à Syracuse. Les évêques siciliens confirment le caractère « miraculeux » le 12 décembre de la même année. Le 6 novembre 1994, le pape Jean-Paul II consacre le sanctuaire de Notre-Dame des Larmes. Le 2 décembre 2000, les sièges métropolitains siciliens sont réorganisés et Syracuse cède les diocèses de Caltagirone et de Piazza Armerina respectivement à l'archidiocèse de Catane et à l'archidiocèse d'Agrigente.